# Walter Burley Griffin
Walter Burley Griffin (24. listopadu 1876, Maywood – 11. února 1937, Lakhnaú) byl americký architekt. Proslavil se zejména návrhem Canberry, od základů stavěného nového hlavního města Austrálie. Revoluční byla především koncepce parkování ve městě a užití železobetonu. Je řazen k tzv. prérijní architektuře. Jeho manželka Marion Mahony Griffinová byla rovněž významnou architektkou a Griffin s ní na většině návrhů spolupracoval, včetně projektu Canberry. Poznali se ve studiu Franka Lloyda Wrighta v Oak Park, kde oba na začátku 20. století pracovali. Spolu navrhli přes 350 děl. Často šlo o krajinářská díla. Architekturu vystudoval na University of Illinois. On i jeho žena byli vyznavači antroposofie, kvůli níž také odcestovali do Indie, kde však Griffin brzy zemřel na zánět pobřišnice.